# Michael Jensen
Pour les articles homonymes, voir Jensen.
Michael Cole « Mike » Jensen, né le 30 novembre 1939 à Rochester et mort le 2 avril 2024, est un économiste américain spécialiste de l'économie financière et professeur à Harvard.

## Biographie
Michael Jensen est né le 30 novembre 1939 à Rochester dans le Minnesota. Il est diplômé d'une licence en économie de Macalester College en 1962. Il obtient son MBA (1964) et son doctorat (1968) à la Chicago Booth School of Business, travaillant en particulier avec Merton Miller (co-lauréat du Prix Nobel d'économie en 1990)
Entre 1967 et 1988, Jensen est professeur de finance à l'université de Rochester. Il fonde et gère entre 1977 et 1988 le Managerial Economics Research Center de cette université. Depuis 1985, Michael Jensen enseigne à la Harvard Business School, bien que maintenant une position à Rochester. Il a pris sa retraite académique en 2000 et a rejoint la société de conseil Monitor Group.
Le Prix Jensen en finance d'entreprise et recherche en organisation est nommé en son honneur.

## Recherche
Michael Jensen a joué un rôle académique important au sujet du modèle d'évaluation des actifs financiers, des politiques de stock options, dans la gouvernance d'entreprise, et a créé un indicateur de performance des gestionnaires d'actifs, l'alpha de Jensen (en).
Son travail le plus connu est son article fondateur de la théorie de l'agence de 1976 avec William H. Meckling, Theory of the firm: Managerial behaviour, agency costs and ownership structure, un des articles d'économie les plus cités ces trente dernières années.
« Il n’est pas de proposition en économie plus solidement confirmée que l’hypothèse d’efficience des marchés financiers ».